# Fulahatta Parikauli
Fulahatta Parikauli – gaun wikas samiti w środkowej części Nepalu w strefie Dźanakpur w dystrykcie Mahottari. Według nepalskiego spisu powszechnego z 2001 roku liczył on 844 gospodarstw domowych i 5136 mieszkańców (2380 kobiet i 2756 mężczyzn).